# Laurence Olivier Awards 1982
Die 7. Laurence Olivier Awards 1982 wurden in London vergeben, damals noch unter der Bezeichnung Society of West End Theatre Awards. Ausgezeichnet wurden Produktionen der Theatersaison 1981/82.

## Hintergrund
Der Laurence Olivier Award (auch Olivier Award) ist ein seit 1976 jährlich vergebener britischer Theater- und Musicalpreis. Er gilt als höchste Auszeichnung im britischen Theater und ist vergleichbar mit dem Tony Award am amerikanischen Broadway. Verliehen wird die Auszeichnung von der Society of London Theatre. Ausgezeichnet werden herausragende Darsteller und Produktionen einer Theatersaison, die im Londoner West End zu sehen waren. Die Auszeichnungen hießen zunächst Society of West End Theatre Awards und wurden 1985 zu Ehren des renommierten britischen Schauspielers Laurence Olivier in Laurence Olivier Awards umbenannt. Die Nominierten und Gewinner der Laurence Olivier Awards „werden jedes Jahr von einer Gruppe angesehener Theaterfachleute, Theaterkoryphäen und Mitgliedern des Publikums ausgewählt, die wegen ihrer Leidenschaft für das Londoner Theater“ bekannt sind.

## Gewinner und Nominierte
| Bestes neues Theaterstück | Bestes neues Musical |
| --- | --- |
| - Another Country von Julian Mitchell – Queen’s Theatre - 84 Charing Cross Road von Helene Hanff, bearbeitet von James Roose-Evans – Ambassadors Theatre - Insignificance von Terry Johnson – Royal Court Theatre - Our Friends in the North von Peter Flannery – RSC im The Pit | - Poppy – Royal Shakespeare Company im Barbican Centre - Andy Capp – Aldwych Theatre - Underneath the Arches – Prince of Wales Theatre - Windy City – Victoria Palace |
| Beste neue Comedy | |
| - Noises Off von Michael Frayn – Savoy Theatre - Key for Two von John Chapman und Dave Freeman – Vaudeville Theatre - Season’s Greetings von Alan Ayckbourn – Apollo Theatre - Trafford Tanzi von Claire Luckham – Mermaid Theatre | |
| Darsteller des Jahres Theaterstück | Darstellerin des Jahres Theaterstück |
| - Ian McDiarmid als Albert Einstein in Insignificance – Royal Court Theatre - Rupert Everett als Guy Bennett in Another Country – Queen’s Theatre - Alec McCowen als Adolf Hitler in The Portage to San Cristobal of A.H. – Mermaid Theatre - David Swift als Frank Doel in 84 Charing Cross Road – Ambassadors Theatre                                                                                              | - Rosemary Leach als The Narrator in 84 Charing Cross Road – Ambassadors Theatre - Judy Davis als Marilyn Monroe in Insignificance – Royal Court Theatre - Judi Dench als Deborah in Other Places – National Theatre Cottesloe - Anna Massey als Xenia in Summer – National Theatre Cottesloe                                                               |
| Darsteller des Jahres Wiederaufnahme | Darstellerin des Jahres Wiederaufnahme |
| - Stephen Moore als Torvold Helmer in A Doll’s House – Royal Shakespeare Company im The Pit - Joss Ackland als Sir John Falstaff in Henry IV., Teil 1 – Royal Shakespeare Company im Barbican Centre - Trevor Peacock als Henry Horatio Hobson in Hobson’s Choice – Theatre Royal Haymarket - Donald Sinden als Vanya Petrovich Voynitsky in Uncle Vanya – Theatre Royal Haymarket                                   | - Cheryl Campbell als Nora Helmer in A Doll’s House – Royal Shakespeare Company im The Pit - Judi Dench als Lady Bracknell in The Importance of Being Earnest – National Theatre Lyttelton - Felicity Kendal als Paula Jarman in The Second Mrs Tanqueray – National Theatre Lyttelton - Mary Maddox als Belle Stark in Rocket to the Moon – Apollo Theatre |
| Bester Hauptdarsteller Musical | Beste Hauptdarstellerin Musical |
| - Roy Hudd als Bud Flanagan in Underneath the Arches – Prince of Wales Theatre - Tim Curry als The Pirate King in The Pirates of Penzance – Theatre Royal Drury Lane - Bob Hoskins als Nathan Detroit in Guys and Dolls – National Theatre Olivier - Stephen Moore als Jack Idle in Poppy – Royal Shakespeare Company im Barbican Centre                                                                             | - Julia McKenzie als Miss Adelaide in Guys and Dolls – National Theatre Olivier - Val McLane als Flo Capp in Andy Capp – Aldwych Theatre - Imelda Staunton als Lucy Lockit in The Beggar’s Opera – National Theatre Cottesloe - Marti Webb als Emma in Song and Dance – Palace Theatre                                                                      |
| Beste Comedy-Darbietung | |
| - Geoffrey Hutchings als Lady Dodo in Poppy – Royal Shakespeare Company im Barbican Centre - Jane Carr als Hermia in A Midsummer Night’s Dream – Royal Shakespeare Company im Barbican Centre - Paul Eddington als Lloyd Dallas in Noises Off – Savoy Theatre - Bill Paterson als Schweyk in Schweik in the Second World War – National Theatre Olivier                                                              | |
| Bester Nebendarsteller Theaterstück | Beste Nebendarstellerin Theaterstück |
| - David Healy als Nicely Nicely Johnson in Guys and Dolls – National Theatre Olivier - Geoffrey Hutchings als Nick Bottom in A Midsummer Night’s Dream – Royal Shakespeare Company im Barbican Centre - Stephen Moore als Parolles in All’s Well That Ends Well – Royal Shakespeare Company im Barbican Centre - Paul Rogers als Rev. Canon Chasuble in The Importance of Being Earnest – National Theatre Lyttelton | - Anna Massey als Miss Prism in The Importance of Being Earnest – National Theatre Lyttelton - Nicola Blackman als Clara in Destry Rides Again – Donmar Warehouse - Sheila Hancock als Paulina in The Winter’s Tale – Royal Shakespeare Company im Barbican Centre - Carole Hayman als Dull Gret in Top Girls – Royal Court Theatre                         |
| Bester Newcomer Theaterstück | |
| - Kenneth Branagh als Tommy Judd in Another Country – Queen’s Theatre - Rupert Everett als Guy Bennett in Another Country – Queen’s Theatre - Terry Johnson für Insignificance – Royal Court Theatre - Imelda Staunton als Lucy Lockit in The Beggar’s Opera – National Theatre Cottesloe | |
| Beste Regie | |
| - Richard Eyre für Guys and Dolls – National Theatre Olivier - Michael Bogdanov für Uncle Vanya – National Theatre Lyttelton - Adrian Noble für A Doll’s House – Royal Shakespeare Company im The Pit - James Roose-Evans für 84 Charing Cross Road – Ambassadors Theatre | |
| Bestes Bühnenbild | |
| - John Gunter für Guys and Dolls– National Theatre Olivier - Abd’Elkader Farrah für Poppy – Royal Shakespeare Company im Barbican Centre - Carl Toms für Windy City – Victoria Palace - Ultz für The Twin Rivals – Royal Shakespeare Company im The Pit | |
| Herausragende Leistung Musical | |
| - Guys and Dolls – National Theatre Olivier - Song and Dance – Palace Theatre - The Beggar’s Opera – National Theatre Cottesloe - The Pirates of Penzance – Theatre Royal Drury Lane | |
| Herausragende Leistungen Ballett | Herausragende erstmalige Leistung Ballett |
| - Le songe d’une nuit d’été, Paris Opera Ballet – Royal Opera House - Ghost Dances, Ballet Rambert – Sadler’s Wells Theatre - Illuminations, The Royal Ballet – Royal Opera House - L’Invitation au voyage, The Royal Ballet – Royal Opera House | - Élisabeth Platel in La Sylphide, Paris Opera Ballet – Royal Opera House - Alessandra Ferri in Mayerling, The Royal Ballet – Royal Opera House - Evelyn Hart in Belong, Royal Winnipeg Ballet – Sadler’s Wells Theatre - Jean-Yves Lormeau in Le songe d’une nuit d’été, Paris Opera Ballet – Royal Opera House                                            |
| Herausragende Leistungen Oper | Herausragende erstmalige Leistung Oper |
| - Rigoletto, English National Opera – London Coliseum - Agrippina, Kent Opera – Sadler’s Wells Theatre - Falstaff, The Royal Opera – Royal Opera House - I puritani, Welsh National Opera – Dominion Theatre | - Jeffrey Tate in La clemenza di Tito, The Royal Opera – Royal Opera House - Robert Dean in Pelléas et Mélisande, English National Opera – London Coliseum - Anne-Marie Owens in The Barber of Seville, English National Opera – London Coliseum - Lynda Russell in Partenope, Händel Opera Society – Sadler’s Wells Theatre                                |

## Sonderpreise
| Kategorie                         | Preisträger                                                  |
| --------------------------------- | ------------------------------------------------------------ |
| Sonderpreis der Society of London | Charles Wintour, ehemaliger Herausgeber des Evening Standard |

## Statistik

### Mehrfache Nominierungen
- 6 Nominierungen: Guys and Dolls
- 4 Nominierungen: 84 Charing Cross Road, Another Country, Insignificance und Poppy
- 3 Nominierungen: A Doll’s House, The Beggar’s Opera und The Importance of Being Earnest
- 2 Nominierungen: A Midsummer Night’s Dream, Andy Capp, Le songe d’une nuit d’été, Noises Off, Song and Dance, The Pirates of Penzance, Uncle Vanya, Underneath the Arches und Windy City

### Mehrfache Gewinne
- 5 Gewinne: Guys and Dolls
- 2 Gewinne: A Doll’s House, Another Country und Poppy